# 穆克島 (蘇格蘭)

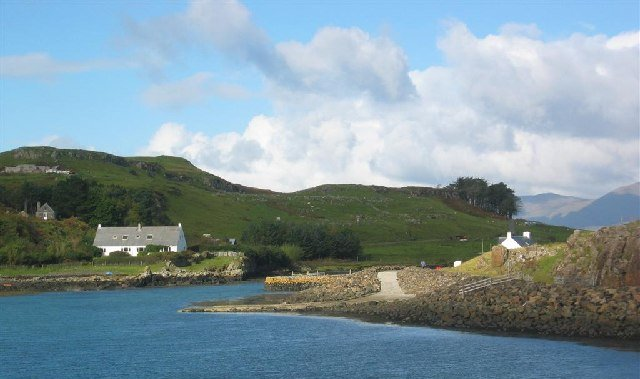

穆克島（英語：Island of Muck）是蘇格蘭的島嶼，位於大西洋海域，屬於內赫布里底群島的一部分，長4公里、寬2公里，面積5.59平方公里，最高點海拔高度137米，2001年人口僅30人。

## 外部連結
- Isle of Muck website （页面存档备份，存于）
- Isle of Muck History （页面存档备份，存于）

56°50′3″N 6°14′56″W / 56.83417°N 6.24889°W